# Edosa sanctifica
Edosa sanctifica är en fjärilsart som beskrevs av Edward Meyrick 1921. Edosa sanctifica ingår i släktet Edosa och familjen äkta malar. Inga underarter finns listade i Catalogue of Life.